# Amiana
Amiana é um gênero de traça pertencente à família Arctiidae.

## Espécies
- Amiana niama Dyar, 1904